# Primary Colours (Magic!)
Primary Colours è il secondo album in studio del gruppo musicale canadese Magic!, pubblicato nel 2016.

## Tracce
1. Have It All – 3:38
2. Lay You Down Easy (feat. Sean Paul) – 2:44
3. Gloria – 3:46
4. Red Dress – 3:21
5. No Regrets – 3:32
6. Dance Monkey – 4:28
7. No Sleep – 2:47
8. I Need You – 3:51
9. Primary Colours – 3:23
10. The Way God Made Me – 3:46

## Formazione
- Nasri – voce, chitarra
- Mark "Pelli" Pellizzer – chitarra, voce
- Ben Spivak – basso, cori
- Alex Tanas – batteria, cori